# Mesochorus multilineatus
Mesochorus multilineatus är en stekelart som beskrevs av Dasch 1974. Mesochorus multilineatus ingår i släktet Mesochorus och familjen brokparasitsteklar. Inga underarter finns listade i Catalogue of Life.